# Eduard Alsina i Bilbeny
Eduard Alsina i Bilbeny (Badalona, 1889-Barcelona, 1921), conegut pel sobrenom «Cinto de la Palla», va ser un maquinista, mecànic i destacat sindicalista anarquista català. Va ser assassinat durant els anys del pistolerisme pels membres dels Sindicats Lliures.

## Biografia
Nascut a Badalona en el si d'una família benestant, era fill de Jacint Alsina i Dolors Bilbeny, comerciants de palla i amos d'una de les fondes més conegudes de Badalona, situada a la carretera de Mataró i coneguda com Can Cinto de la Palla. Va abraçar les idees anarquistes de ben jove. Maquinista de la Companyia dels Ferrocarrils MZA, on va arribar a ser un dels primers maquinistes dels trens expressos entre Barcelona i Madrid. Va ser acomiadat el 1912 arran de la vaga de ferroviaris del mes d'octubre, tot i que va ser readmès dos anys més tard. Tanmateix, va ser un dels 6.000 treballadors acomiadats, aquesta vegada definitivament, després de la vaga general revolucionària de 1917, on va tenir una destacada participació.
A causa de la persecució policial i patronal del Foment del Treball Nacional, que va inscriure'l a la seva llista negra, el 1919 va fundar amb dos companys metal·lúrgics un taller mecànic aprofitant la seva habilitat com a ajustador. Malgrat treball com a autònom, per no entrar en contradicció amb les seves idees, no va contractar mai cap obrer ni es va afiliar a cap organització patronal. En canvi, va continuar militant en el Sindicat Únic dels Obrers Metal·lúrgics de la Confederació Nacional del Treball, raó per la qual els pistolers del Sindicat Lliure van atemptar contra la seva vida en dues ocasions, de les quals va sortir-ne il·lès. A causa d'aquests dos intents, algunes amistats van intentar que el fabricant Pere Sabaté i Curto fes de mediador amb el general Martínez Anido, de qui era íntim amic, i van concertar una entrevista al seu despatx de Govern Civil el 22 de juny de 1921. A la sortida, i passant pel carrer de l'Espaseria, va ser presa d'un parany orquestrat pel mateix general: Alsina va ser cosit a trets per sis pistolers del Sindicat Lliure. No va morir en aquell moment, va ser conduït a l'Hospital Clínic i va morir a la mitjanit.
El seu assassinat va ser molt sentit a Badalona, i la CNT va decretar una vaga general com a forma de protesta que va ser observada per tots els treballadors i, d'una manera gairebé general, per tots els comerciants de la ciutat. Les seves despulles van ser conduïdes al sector civil del cementiri Vell el diumenge 26 de juny, amb la presència d'una munió de persones malgrat la presència intimidatòria del terç de cavalleria enviat des de Barcelona pel general Martínez Anido.
En l'àmbit personal va ser una persona sense cap mena de prejudicis, atès que es va relacionar amb una de les cambreres de Can Ravatxol, un conegut local de prostitució del moment, i malgrat els comentaris i l'oposició dels seus pares, s'uní sentimentalment amb ella sense casar-se ni pel civil ni per l'Església.